# THE LOCAL ART
THE LOCAL ART（ローカル・アート）は、2002年に"SHAMPOOHAT"から改名した日本のロックバンドである。時に、TLAと略される。
バンドでは珍しいドラムボーカルスタイルのせいか、一部から「異色バンド」と呼ばれていた時期があった。

## メンバー
- 岡田 悟志（おかだ さとし）埼玉県出身、Vo.&Dr.
- 大野 一光（おおの いっこう）埼玉県出身、Gt. →SHAMPOOHAT時代、ベース担当
- 横内 武将（よこうち たけまさ）北海道興部町出身、Gt.(LOST IN TIME初代Gt.)
- 如人（ゆきと）元KELUNベース。
  - Ba.(サポート)担当。千葉県出身。

## 元メンバー
- 稲垣 学（いながき まなぶ）北海道興部町出身、Ba.

## 歴史
- 1996年 岡田と大野でSHAMPOOHATを結成（当時大野はベースだった。）
- 2002年3月 SHAMPOOHATを「THE LOCAL ART」に改名。大野はギターへ、横内、稲垣がメンバーとなる
- 2006年6月 メジャーデビュー（メジャーデビューシングル『愛の言葉』）
- 2008年 インディーズに戻り、音源発表、ライブ活動ともに精力的に活動
- 2012年 結成10周年
- 2015年8月 青森の八食サマーフリーライブにて稲垣 脱退。

## ディスコグラフィ

### オムニバスCD
- THREE CHORDS SHOCK 3[2000.04.25]
  - 7. SHAMPOOHAT/"Happy birthday to you"
- EAT MOOLGUY[2000.12.10]
  - shampoohat - "Never change"
- A REALLY BIG MOUTH[2001.06.01]
  - SHAMPOOHAT - "You say..."
- WONDER MISSILE #1[2002.05.15]
  - 10. No match for you / shampoohat
- EAT MOOLGUY Vol.2 [2002.10.08]
  - THE LOCAL ART(JP) - "Never Ends"
- EMO DIARIES No.9 [2003.06.23]
  - 05. The Local Art - "Karenaihana"

### ライブDVD
- シンクロ(2012.11.4)
2枚組DVD
DICS1：～MUSIC TOUR～FINAL 2012/04/27@下北沢SHELTERでのライブを収録、DISC2：MUSIC　TOUR他会場でのライブなど

### DVD、VHS
- 69★TRIBE(2005.10.25)
サヨナラだけは言葉にできない/クラクション/tomorrow

## タイアップ等
- 『No Reason』『クラクション』
Xbox 360『Project Gotham Racing 3』

- 『tomorrow』
AC・PS2「GuitarFreaksV2&DrumManiaV2」(KONAMI)

- 『same dream』
盛岡ヘアメイク専門学校

- 『メッセージ』
ELVIS(フジテレビ721)、11月エンディングテーマ

- 『ラストスパート』
映画「ふぞろいな秘密」主題歌

- 『夏の終わりがまだここにある』
『ミュータント タートルズ』(2007年放映版)第2期エンディングテーマ

## ミュージックビデオ
| 監督           | 曲名                                                               |
| 伊藤彰浩       | 「ツクリワライ」「ツバサ」「夜空をこえて」「ダークネス」「ボイス」 |
| 井藤誠治       | 「サクラ」                                                         |
| 大橋洋生       | 「Tomorrow」                                                       |
| 下原久美子     | 「愛の言葉」                                                       |
| 遠間善一       | 「same」「カゲオクリ」                                             |
| なかむらさんた | 「夏の終わりがまだここにある」                                     |
| モリ○カツ      | 「泣かない泣けない約束」(出演:山下真司)                            |
| ロボット       | 「メッセージ」(出演:田中要次)                                      |
| MOTOO WATANABE | 「すべてをあなたに」                                               |
| 不明           | 「ギフト」「ラブソング」「エンドロール」                           |

## 出演
- 2004年08月10日 - CX「E★L★V★I★S」
- 2005年04月26日・05月10日・17日・24日・31日・06月21日・08月16日・30日 - 「69★TRIBE」
- 2007年11月02日・2009年10月16日 - TX「音流〜On Ryu〜」

## 主なライブ

### ワンマンライブ・主催イベント
- 2005年 - THE LOCAL ART-"NEIRO"tour-
- 2006年 - 「THE LOCAL ART "MiRAI" レコ発ツアー
- 2007年 - THE LOCAL ART tour「泣かない泣けない約束」
- 2009年 - THE LOCAL ART"ROCKS TOUR"
- 2010年 - THE LOCAL ART『SAKURA』レコ発ツアー
- 2011年 - KiBOU TOUR 2011
- 2012年 - THE LOCAL ART 〜シンクロTOUR〜
- 2013年 - THE LOCAL ART 〜人間失格TOUR〜
- 2014年 - 〜全部見せます！ローカルアート！〜
- 2015年 - THE LOCAL ART TOUR 〜8日目の世界〜

### 出演イベント
- 2004年06月11日 - スペースシャワー列伝 第39巻 ～暁(あかつき)の宴～
- 2004年06月13日 - RUSH BALL★6
- 2004年08月08日 - 八食サマーフリーライブ 2004
- 2004年09月16日 - RADIO BERRY ベリテンライブ2004
- 2005年08月07日 - 八食サマーフリーライブ 2005
- 2006年08月05日 - 八食サマーフリーライブ 2006
- 2007年08月05日 - 八食サマーフリーライブ 2007
- 2007年08月20日 - TREASURE05X 2007 ～30th road goes on 2nd day～
- 2008年08月02日 - 八食サマーフリーライブ 2008
- 2008年08月18日 - TREASURE05X 2008 ～screaming triangle 3rd day～
- 2009年08月02日 - 八食サマーフリーライブ 2009
- 2010年08月07日 - 八食サマーフリーライブ 2010
- 2010年08月22日 - 全力投球!! '10 夏
- 2011年05月04日 - COMIN'KOBE 2011
- 2011年08月06日 - 八食サマーフリーライブ 2011
- 2011年10月28日・30日・11月12日 - OVER ARM THROW Songs TOUR 2011-2012
- 2013年05月05日 - COMIN'KOBE 2012
- 2012年08月07日 - 八食サマーフリーライブ 2012
- 2012年08月25日 - Sky Jamboree 2012 前夜祭 THE EVE
- 2013年04月29日 - COMIN'KOBE 2013
- 2013年08月04日 - 八食サマーフリーライブ 2013
- 2014年02月10日 - ～感謝～ ミューズ音楽院30周年記念 museのロゴにはおんぷが3つ!さりげないはかっこいい!代々木フェス!"ヨヨフェス"
- 2014年08月23日 - 八食サマーフリーライブ 2014
- 2014年09月19日 - The Cheserasera「WHAT A WONDERFUL WORLD TOUR」
- 2014年09月28日 - SABOTEN 傑作集を選んだ1億3千万人に挨拶TOUR
- 2014年11月03日 - the brown presents 【茶話会】
- 2014年12月12日 - CHIBA LOOK 20+5th ANNIVERSARY
- 2015年05月21日 - SENDAI 69 FRONT vol.3
- 2015年08月22日 - 八食サマーフリーライブ 2015
- 2015年09月11日 - 肉フェス